# Майцні
Майцні (словен. Majcni) — поселення в общині Сежана, Регіон Обално-крашка, Словенія. Висота над рівнем моря: 368,8 м. Розташоване на північний схід від Шторє.